# Добрянский, Александр Флавианович
Александр Флавиа́нович Добря́нский (26 августа 1889 года — 31 января 1965 года) — советский химик-органик и геохимик-нефтяник, доктор химических наук, профессор, член-корреспондент АН ЭССР.

## Биография
Родился 26 августа 1889 года в городе Вильно. Окончил физико-математического факультет по группе химии Петербургского университета, ученик Алексея Евграфовича Фаворского. С 1927 по 1954 годы был доцентом Ленинградского химико-технологического института. 17 июня 1951 года был избран членом-корреспондентом АН ЭССР. С 1954 года и до конца жизни был профессором Ленинградского государственного университета.
Увлекался филателией, имел значительную коллекцию почтовых марок.
До середины 20-х годов был первым мужем Долгорукой Нины Ивановны, в дальнейшем супруги инженер-вице-адмирала Матусевича Н. Н.

## Научная деятельность
В 1915 году впервые на территории России Александром Флавиановичем были выделены из газов, получающихся при пиролизе нефти, изопропиловый и бутиловый спирты. В 1948 году им была разработана генетическая классификация нефти, основанная на представлениях о её составе как о функции превращения.
Автор 17 монографий, 140 научных работ и ряда авторских свидетельств. В 1927—1934 годах принимал участие в составлении «Технической энциклопедии» в 26-и томах под редакцией Л. К. Мартенса, автор статей по тематике «химия».

## Награды
- Орден Трудового Красного Знамени (1951);

Могила Добрянского на Богословском кладбище Санкт-Петербурга.

- 2 медали[2].

## Основные труды
- Добрянский А.Ф. Анализ нефтяных продуктов. — Л., М.: ГРТТЛ, 1936. — 454 с.
- Добрянский А.Ф. Геохимия нефти. — М.: Гостоптехиздат, 1948. — 476 с.
- Добрянский А.Ф. Химия нефти. — Л.: Гостоптехиздат, 1961. — 224 с.